# アビー・リー・カーショウ
アビー・リー・カーショウ（Abbey Lee Kershaw、1987年6月12日 - ）は、オーストラリア出身の女性ファッションモデルである。女優としても活動している。
数年のファッションウィークでの活躍後、2011年にファッション雑誌『V』が彼女をスーパーモデルと称した。

## 人物・私生活
幼少期は身体が弱いのと、木登りの怪我などで入退院を繰り返していた。
2004年に、モデル発掘イベントで優勝。表紙を飾りモデルデビューする。早期にNYに渡り4大コレクションにも参加して頭角を表しプラダやラガーフェルドに気に入られていく。
2008年、ロダルテのショーでつまずき倒れ、3週間後にはぴったりした革のコルセットを１時間も着たために、アレキサンダー・マックイーンのショーで気絶する。
関節鏡検査で骨断片がみられた。そのため、靭帯損傷があり、痛みを無視しても、かろうじて歩くことができる状態だった2009年春夏のショーは非常に難しかったので、12月にオーストラリアに帰ったとき、靭帯を抜いてもらわなければならなかった。これにより、2009年は休業を余儀なくされる。またその後、2012年に左膝に詳細な手術を受ける（断裂したのが左とも右ともいわれており、どちらを損傷したかの確定無し）。
当時の年2回のファッション・ウィーク – ニューヨーク、ロンドン、ミラノとパリ中のスプレッド は、特に厳しかった。
6週間のランウェイのために、午前6時には呼び出され、しばしば午前3時までかかることもある。モデルは通路や化粧椅子、床の上で眠ることになる。
「かつて人生で、これほどまで一生懸命に働いたことはなかった」
「(ファッション・ウィークの最終地)パリに着く頃には、かろうじて目を開くことができるという状態。皮膚は数多の化粧でヒリヒリと赤く腫れ、頭皮は痛み、空腹と疲労感で躰はボロボロになる。」
それでも、休業している間離れた喧騒は恋しかった。
数多のピアスとタトゥーを持ち、ドーリー系モデルの先駆けと呼ばれるもパンクやモードスタイルも得意とした。
巻きタバコやマールボロ・ゴールドを愛煙。
右ロブ２、左ロブ５と へリックス２、左ノストリルとセプタム、右ニップル、ナベル等。
ファーストタトゥーは16、7歳の時で、右の踵の内側に双子座のマーク。右手中指にフクロウの顔、中指と人差し指の間にピースマーク、手首内側に姉妹の名前、薔薇と茎、腕に水色のレタリング、左人差し指(ラテン語でindex．指針)にindex、中指に縦四点、手首にWOLFとMAD MAXのWivesで入れた三点三角、内側の肘下にワンポイント、下唇の内側にTRUTH、右耳裏に黒いひし形の中に赤いハート(エースモチーフ)、うなじに羽根、左耳裏に黒筋水色の三連星、両鎖骨の中央に縦三点 左肩にマーメイドその他、白インクや隠しているもの等々、小さなものだが、約20点ほど彫っている。
12SS以降、FWシーズンをアナ・スイ、アレキサンダー・ワンを最後に、YSLやDKNY等の香水キャンペーンやAdをモデル業の主とする。
15SS、ヒューゴ・ボスのキャンペーンをした縁で久しぶりにランウェイを歩き、オープンを勤めた。
2015年、アメリカのグリーンカードを獲得。
『マッドマックス 怒りのデス・ロード』を皮切りに本格的に演技を始める。
2015年から2016年にかけて、エジプトの神々の戦いを描いた『キング・オブ・エジプト』、モデル業界がベースのサイコホラー『ネオン・デーモン』の公開、自身初のコメディ『クレイジー・パーティー』、スティーヴン・キング原作の『ダークタワー』二作の出演が決まっている。
2019年『エリザベス∞エクスペリメント』日本公開。
ほか、『ストレンジャー 異界からの訪問者』等の世界的に宣伝される作品の撮影、公開の合間には、『Ruben Gathree』『Snow Bird』『モーターギャング』『Maverick』といった短編映画やオーストラリアやアメリカの配信ドラマ等、積極的に女優活動をしながらファッションシーズン中のいくつかのランウェイ出演等もしている。
2020年は新たにHBOが作成するドラマシリーズ『LOVECRAFT COUNTRY』出演が決定した。オーストラリアで8月に放送される。
8月24日 関連するインタビューとアビー・スタイルが、カーショウによるモデルと撮影でアップされた。
レザーのミドルブーツやジャケット、フープピアスが近年のアイテムで、2000年代はヴィンテージや古着等を好んでいたが、近年はより上質なもの、少々洗練された物を好む。生活のベースがオーストラリアのためかリラックスした装いが多い。

## 略歴
2004年 Girl Friend誌がCover Girlを選出するためのオーストラリア コンテストを開き、優勝、表紙を飾る。高校卒業の後、2005年にマザーエージェンシーとなるChic Managementと契約、シドニーに移りモデル活動を始める。
2007年に国外拠点となるNEXT Managementと契約、Models.comでは『Next Superstar』に載った。NYFW 2008年でランウェイデビュー。この年、ニューヨークFWでは Rodarteのクローズ、ミラノFWではGUCCI BOOKSのエクスクルーシヴを飾り、Victoria's Secrets Showに出た。
グッチ、ドルチェ&ガッバーナ、クロエ、ラルフ・ローレン、フェンディ、カルバン・クライン、イヴ・サンローランのスモーキングジャケットなど様々なブランドの広告を務める人気モデル。2010年からはシャネルの顔をつとめている。
紆余曲折を経て2015年公開で2012年製作のバイオレンスアクション映画マッドマックスシリーズの4作目『マッドマックス 怒りのデス・ロード』へ五人の妻達の一人、ザ・ダグ役で出演が決まり（映画『アイ・アム・ナンバー4』のテリーサ・パーマーが降板したために、代役として選考された）、映画俳優デビューを果たす事となった。
神話ファンタジー『キング・オブ・エジプト』（2016年全米公開）に、ウガリット神話を起源とする、好戦的な気性の愛と戦い、また、狩猟や豊穣の女神アナト神として出演している。
『ネオン・デーモン』では、モデル業界を元にしたホラー映画で、主演は若手女優エル・ファニング。カーショウは、美と終焉の世界にとらわれる若手モデル集団のリーダー、サラを演じる。
2016年、オーストラリアのクライムドラマ『モーターギャング』を撮影、2017年公開。スティーヴン・キングの原作小説『ダーク・タワー』の映画化と、ジェニファー・アニストン、ジェイソン・ベイトマン共演のコメディ『クレイジー・パーティー』への出演が決定。その他、KENZOのショートムービー『Snow Bird』にも出演。
2016年7月7日、ジャスティン・ケリー（Justin Kelly）監督のタイトル未定の新作で、ケイレブ・ランドリー・ジョーンズと共演すると報じられ、後に『Welcome The Stranger』と題されたポスターが披露された（2018年3月20日公開、日本語タイトルは『ストレンジャー 異界からの訪問者』）。また2018年には『Maverick』の予告編も披露された。
2018年11月30日から翌年1月12日まで、ロンドンのハンプステッド・シアターでロシア文学アントン・チェーホフのワーニャおじさんの舞台でエレーナ役。

## フィルモグラフィー

### 映画
| 年   | タイトル 原題                                        | 出演              | 備考                 |
| ---- | ---------------------------------------------------- | ----------------- | -------------------- |
| 2011 | Submission                                           | Jiu Jitsu Fighter | Video short          |
| 2015 | マッドマックス 怒りのデス・ロード Mad Max: Fury Road | ザ・ダグ          |                      |
| 2015 | Ruben Guthrie                                        | Zoya Houbec       |                      |
| 2016 | Snowbird                                             | Theo              | Video short by Kenzo |
| 2016 | キング・オブ・エジプト Gods of Egypt                 | アナト            |                      |
| 2016 | ネオン・デーモン The Neon Demon                      | サラ              |                      |
| 2016 | クレイジー・パーティー Office Christmas Party        | サヴァンナ        |                      |
| 2017 | ダークタワー The Dark Tower                          | ティラナ          |                      |
| 2017 | モーターギャング Outlaws                             | カタリナ          |                      |
| 2017 | Maverick                                             | Maverick          | Video short          |
| 2018 | エリザベス∞エクスペリメント Elizabeth Harvest        | エリザベス        |                      |
| 2018 | ストレンジャー 異界からの訪問者 Welcome the Stranger | アリス            |                      |
| 2018 | Caprice                                              | Holly             |                      |
| 2018 | To the Night                                         | Caty              |                      |
| 2019 | ルクス・エテルナ 永遠の光 Lux Æterna                 | アビー            |                      |
| 2021 | オールド Old                                         | クリスタル        |                      |

### テレビ
| Year | Title                                               | Role                             | Notes |
| ---- | --------------------------------------------------- | -------------------------------- | ----- |
| 2020 | ラヴクラフトカントリー 恐怖の旅路 Lovecraft Country | クリスティーナ・ブレイスホワイト |       |